# Kregme Sogn
Kregme Sogn er et sogn i Frederiksværk Provsti (Helsingør Stift).
I 1800-tallet var Vinderød Sogn anneks til Kregme Sogn. Begge sogne hørte til Strø Herred i Frederiksborg Amt. Kregme-Vinderød sognekommune blev ved kommunalreformen i 1970 indlemmet i Frederiksværk Kommune, der ved strukturreformen i 2007 indgik i Halsnæs Kommune.
I Kregme Sogn ligger Kregme Kirke.
I sognet findes følgende autoriserede stednavne:
- Auderød (bebyggelse, ejerlav)
- Bjørnehoved (bebyggelse)
- Brederød (bebyggelse, ejerlav)
- Dunkehuse (bebyggelse)
- Ebbedal (bebyggelse)
- Grævlingehøj (bebyggelse)
- Hvideklint (bebyggelse)
- Kregme (bebyggelse, ejerlav)
- Lille Kregme (bebyggelse)
- Maglehøj (areal)
- Nordhuse (bebyggelse)
- Ravnsbakke (bebyggelse)
- Sonnerup (bebyggelse, ejerlav)
- Torsbakke (bebyggelse)